# Samuel Bachmann

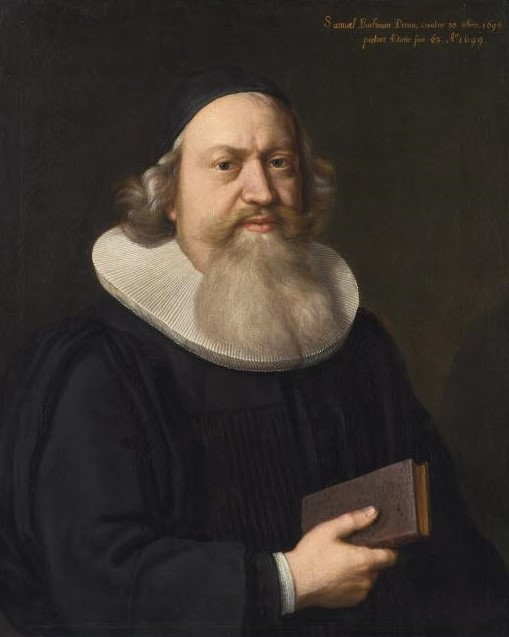
Samuel Bachmann, anonymes Porträt (1699)

Samuel Bachmann (* 24. Juli 1636 in Bern; † 1. Mai 1709 ebenda) war ein Schweizer evangelischer Geistlicher.

## Leben
Samuel Bachmann war der Sohn von Niklaus Bachmann (* 1. Mai 1594 in Bern; † 1656), Schultheiss von Thun und dessen zweiter Ehefrau Katharina Bullinger (* Januar 1596 in Bern; † nach 1638). 1651 immatrikulierte er sich für ein Theologie-Studium an der Hohen Schule in Bern, das er später an der Universität Heidelberg fortsetzte. 1662 wurde er Pfarrer in Ferenbalm und 1669 in Burgdorf. 1672 kam er als Helfer an das Berner Münster und verfasste 1673 seine Schrift Rituale ecclesiae Bernensis, eine detaillierte Aufstellung der damaligen Kirchenbräuche in Bern. Er wurde am Berner Münster 1691 zum Pfarrer und 1696 zum Dekan ernannt. Er war Mitglied der Religionskommission, die aus jeweils vier Mitgliedern des Kleinen und des Grossen Rats sowie aus drei Geistlichen und dem ersten Professor der Theologie bestand, die den in Bern sich ausbreitenden Pietismus untersuchte. Aufgrund der Ergebnisse der Kommission kam es zum Berner Pietistenprozess von 1698 bis 1699, in deren Anschluss mehrere Pfarrer und Prediger ihres Amtes enthoben wurden und Samuel König das Bürgerrecht verlor und des Landes verwiesen wurde. Samuel Bachmann war ein Anhänger von Rudolf Gwalther, Andreas Musculus und Johannes Calvin, als Vertreter der zweiten Reformgeneration und zeigte sich hierbei kompromisslos orthodox und war einer der schärfsten Gegner des Pietismus in Bern, weil er daran glaubte, dass die Täuferbewegung die Kirche von aussen und die Pietisten sie von innen bedrohten. Er erlitt am 25. Januar 1703 einen Schlaganfall auf der Kanzel und wurde kurz darauf aus gesundheitlichen Gründen vom Predigtdienst und den Amtspflichten des Dekanats entbunden.
Samuel Bachmann war seit dem 13. März 1663 mit Maria (* um 1641 in Bern; † nach 1670), Tochter des Historikers und Übersetzers Anton Stettler (1587–1648) verheiratet. Gemeinsam hatten sie den gleichnamigen Sohn Samuel Bachmann, der um 1670 geboren wurde.

## Schriften (Auswahl)
- Rituale ecclesiae Bernensis. Bern 1673.
- Anthon Herport; Samuel Bachmann; Johann Conrad Matthey; Johann Rudolf Sinner: Erklärung Des Heidelbergischen Catechismi: Da Die Fragen und Antworten/ zu besserem Verstand derselben/ außeinander gezogen/ kurtz/ deutlich/ und grundtlich erklärt werden. Bern Kneubüler 1678.
- Samuel Leemann; Johannes Herbort; Samuel Bachmann; Franciscus Steiger; Christoph Hartmann; Vinzenz Herport; Albertus Herport; Samuel Herport; Nicolaus Zaehender; Sigismundus Zaehender; Antonius Tillierus; Andreas Huguenet: Exegesis Theologico-Philologica Duplicis Messiæ Theanthrōpoy Egressus. Bern 1702.